# Pedaliodes morenoi
Pedaliodes morenoi är en fjärilsart som beskrevs av Paul Dognin 1887. Pedaliodes morenoi ingår i släktet Pedaliodes och familjen praktfjärilar. Inga underarter finns listade i Catalogue of Life.